# Sören Pettersson
Sören Pettersson, född 14 mars 1969, är en svensk före detta fotbollsspelare (mittfältare).
Pettersson gick till säsongen 1991 från Kungsbacka BI till allsvenska Gais, och jämfördes då med namnen Sören Börjesson, som vann SM-guld med Örgryte IS 1985. Han spelade under debutsäsongen 16 matcher (2 mål) i Allsvenskan och Kvalsvenskan för Gais, men året därpå blev det bara fyra seriematcher för Pettersson när Gais åkte ur Allsvenskan. Han spelade sex ytterligare matcher för Gais i division I södra innan han efter säsongen 1993 lämnade klubben och gick tillbaka till Kungbacka.